# Grand Prix Szwecji Formuły 1
Grand Prix Szwecji – wyścig organizowany w ramach mistrzostw świata Formuły 1 w latach 1973–1978. Zawody rozgrywano na torze Scandinavian Raceway.

## Zwycięzcy
| Sezon | Kierowca        | Konstruktor    | Tor                  |        |
| ----- | --------------- | -------------- | -------------------- | ------ |
| 1973  | Denny Hulme     | McLaren        | Scandinavian Raceway | Wyniki |
| 1974  | Jody Scheckter  | Tyrrell Racing | Scandinavian Raceway | Wyniki |
| 1975  | Niki Lauda      | Ferrari        | Scandinavian Raceway | Wyniki |
| 1976  | Jody Scheckter  | Tyrrell Racing | Scandinavian Raceway | Wyniki |
| 1977  | Jacques Laffite | Ligier         | Scandinavian Raceway | Wyniki |
| 1978  | Niki Lauda      | Brabham        | Scandinavian Raceway | Wyniki |
| Sezon | Kierowca        | Konstruktor    | Tor                  |        |